# حرب الشمبانزي جومبي
كانت حرب الشمبانزي جومبي (المعروفة أيضًا باسم " حرب الأربع سنوات في جومبي)، التي استمرت من 1974 إلى 1978، صراعًا عنيفًا بين مجتمعين من الشمبانزي في منتزه غومبي ستريم الوطني في تنزانيا. وكانت المجموعات المتحاربة هي كاساكيلا وكاهاما، التي احتلت الأراضي في المناطق الشمالية والجنوبية من الحديقة، على التوالي. كان الاثنان سابقًا مجتمعًا موحدًا واحدًا، ولكن بحلول عام 1974، لاحظت الباحثة جين غودال، التي كانت تراقب المجتمع، أولاً أن الشمبانزي ينقسمان إلى مجموعات فرعية شمالية وجنوبية. في وقت لاحق من خلال تحليل بمساعدة جودل سوف يكشف أن الصدع الاجتماعي بين المجموعتين كان موجودا في وقت مبكر من عام 1971.
تتألف مجموعة كاهاما في الجنوب من ستة ذكور بالغين (من بينهم الشمبانزي المعروف لجودال باسم «هيو» و «تشارلي» و «جالوت») وثلاث إناث بالغات وصغارهن، ورجل مراهق (يعرف باسم «شم»). أما مجموعة كاساكيلا الأكبر، فكانت تتألف من اثني عشر من الإناث البالغات وصغارهن، وثمانية ذكور بالغين.

## الحرب
وقع أول اندلاع للعنف في 7 يناير 1974،  عندما هاجم حزب مكون من ستة ذكور من البالغين كاساكيلا وقتل «جوبي»، وهو شاب من كاهاما، كان يتغذى على شجرة. كانت هذه هي المرة الأولى التي يُرى فيها أي من الشمبانزي يقتل عمداً زميله من الشمبانزي.
على مدار السنوات الأربع التالية، قُتل جميع الذكور البالغين الستة في كاهاما على أيدي ذكور كاساكيلا. من بين الإناث من كاهاما، قُتلت أنثى وفقدت اثنتان وفُقدت ثلاث أخريات وخُطفن على أيدي ذكور كاساكيلا. نجح كاساكيلا في السيطرة على إقليم كاهاما السابق.
هذه المكاسب الإقليمية لم تكن دائمة. مع رحيل كاهاما، أصبحت أراضي كاساكيلا الآن مباشرة ضد أراضي مجتمع شمبانزي آخر، يُطلق عليه كالاندي. وبسبب قوته وأعداده العالية في جبال كالاندي، بالإضافة إلى بعض المناوشات العنيفة على طول الحدود، سرعان ما تخلى كاساكيلا عن جزء كبير من أراضيهم الجديدة.

## الآثار على جودال
جاء اندلاع الحرب بمثابة صدمة مقلقة لجودال، الذي كان يعتبر في السابق الشمبانزي ليكون، على الرغم من مشابهة للبشر، «بدلا من أجمل» في سلوكهم. إلى جانب الملاحظة في عام 1975 لقتل مذنب آكل لحوم البشر من قبل امرأة رفيعة المستوى في المجتمع، كشف عنف حرب غومبي لأول مرة إلى جودال «الجانب المظلم» لسلوك الشمبانزي. كانت منزعجة بشدة من هذا الوحي. في مذكراتها عبر نافذة: ثلاثون عاماً مع الشمبانزي في غومبي ، كتبت: 

## التشابه مع البشر

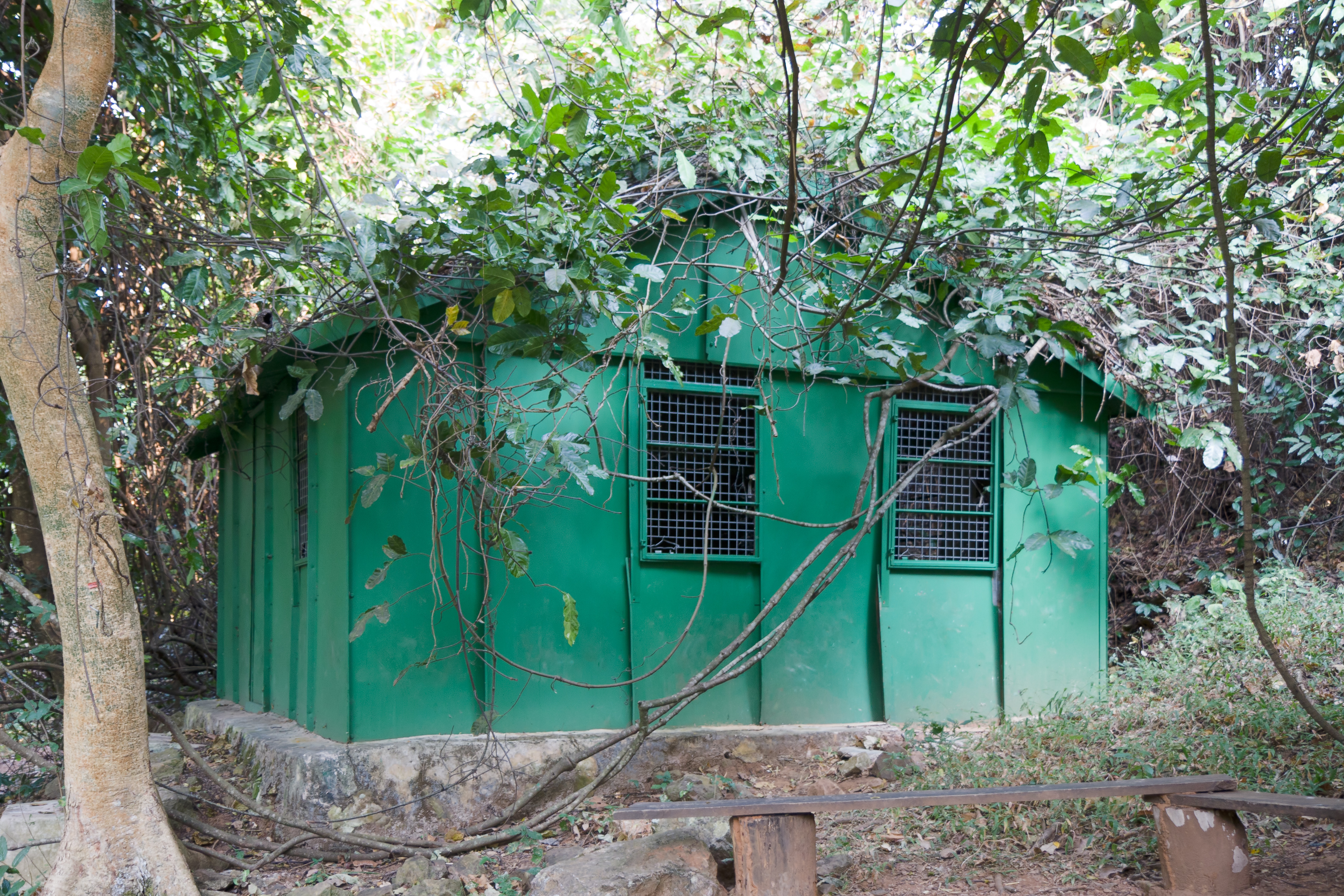
محطة تغذية حيث اعتادت جودال إطعام شمبانزي جومبي

عندما تحدثت جودال عن أحداث حرب غومبي، لم تكن تصوراتها عن الحرب التي تحدث بشكل طبيعي بين قرود الشمبانزي لاتصدق من قبل الكثير. في ذلك الوقت، النماذج العلمية للسلوك البشري والحيواني تكاد لا تتداخل أبدًا. واتهم بعض العلماء لها من الإفراط في التجسيم. اقترح آخرون أن وجودها، وممارستها في تغذية الشمبانزي، قد أحدثت صراعًا عنيفًا في مجتمع مسالم بشكل طبيعي. ومع ذلك، أكدت الأبحاث التي أجريت لاحقًا باستخدام طرق أقل تدخلاً أن مجتمعات الشمبانزي، في حالتها الطبيعية، تشن حربًا. خلصت دراسة أجريت عام 2018 نشرت في المجلة الأمريكية للأنثروبولوجيا الفيزيائية إلى أن حرب جومبي كانت على الأرجح نتيجة لصراع على السلطة بين ثلاثة ذكور رفيعي المستوى، تفاقم بسبب ندرة غير عادية من الإناث.

## قائمة المراجع
- Goodall، Jane (2010). Through a Window: My Thirty Years with the Chimpanzees of Gombe. Houghton Mifflin Harcourt. ISBN:9780547488387. مؤرشف من الأصل في 2023-01-21.  Goodall، Jane (2010). Through a Window: My Thirty Years with the Chimpanzees of Gombe. Houghton Mifflin Harcourt. ISBN:9780547488387. مؤرشف من الأصل في 2023-01-21.  Goodall، Jane (2010). Through a Window: My Thirty Years with the Chimpanzees of Gombe. Houghton Mifflin Harcourt. ISBN:9780547488387. مؤرشف من الأصل في 2023-01-21.
- Morris، Ian (2014). War! What Is It Good For?: The Role of Conflict and the Progress of Civilisation from Primates to Robots. MacMillan. ISBN:9781847654540. مؤرشف من الأصل في 2023-01-21.  Morris، Ian (2014). War! What Is It Good For?: The Role of Conflict and the Progress of Civilisation from Primates to Robots. MacMillan. ISBN:9781847654540. مؤرشف من الأصل في 2023-01-21.  Morris، Ian (2014). War! What Is It Good For?: The Role of Conflict and the Progress of Civilisation from Primates to Robots. MacMillan. ISBN:9781847654540. مؤرشف من الأصل في 2023-01-21.